# Sebat bet gurage
Sebat bet gurage és el nom que rep el diasistema dialectal format pel txaha, l'ezha, el gumer, el gura, el gyeto i el muher, parlats a la Regió Gurage Occidental d'Etiòpia i inclosos, amb l'inor, el mesmes i el mesqan, dins les llengües gurage occidentals, branca de l'etiòpic meridional exterior.

## Dialectes
- Txaha: parlat a Emdibir (Etiòpia)
- Ezha: parlat a Agenna (Etiòpia)
- Gumer: parlat a Etiòpia
- Gura: parlat a les regions etiòpiques de Gura Megenase and Wirir
- Gyeto: parlat al sud de Ark'it', a K'abul i a K'want'e (Etiòpia)
- Muher: parlat a les regions de Muher i Aklil Wereda, a les muntanyes de la Regió Gurage Occidental (Etiòpia)